# Différences entre l'anglais britannique et l'anglais américain
L’anglais britannique (British English ou BE) utilise certains mots qui sont différents des mots utilisés en anglais américain (American English ou AE). Ainsi la coccinelle se dit ladybird en anglais britannique mais ladybug en anglais américain. À ces différences de vocabulaire, s'ajoutent des différences de prononciation, d'orthographe et de grammaire.

## Prononciation
On note un certain nombre de différences entre la prononciation britannique standard (Received Pronunciation, ou RP) et la prononciation américaine standard de l'anglais (General American). Le système vocalique et, dans une moindre mesure, consonantique des deux versions est nettement différent.
Parmi les différences les plus notables, on peut signaler :
- la prononciation du r postvocalique en anglais américain (dialecte rhotique (en)), non prononcé en anglais RP (dialecte non-rhotique). Exemples américains : adore, Serbian, etc. ;
- l'opposition entre light l et dark l en anglais britannique, absente en anglais américain, qui ne connaît que le dark l ;
- la prononciation du t intervocalique comme un flap (r roulé simple, comparable au r espagnol de pero), inexistante en anglais britannique. Exemples : city, verticality ;
- la réduction de la séquence dentale +ju en dentale +u en anglais américain ne se trouve pas en anglais britannique. Exemples : news, duty, tube ;
- le son a long (similaire au son du français pâtes) présent en anglais britannique dans des mots comme dance ou staff et distinct du a bref de man ou band, confondus en anglais américain. Le a long est présent en américain dans les mots mock ou pot, là où l'anglais britannique a une voyelle /ɒ/ très différente, comme dans le nom propre Chomsky.

## Orthographe
On note quelques variations orthographiques entre l'anglais de Grande-Bretagne et l'anglais des États-Unis.
Parmi les différences les plus notables, on peut observer :
- le suffixe -our en anglais britannique est remplacé par -or (sans u) en anglais américain. Ainsi, les mots anglais pour « couleur », « faveur », « goût », « honneur », « port » et « travail » sont écrits colour, favour, flavour, honour, harbour et labour en Grande-Bretagne mais color, favor, flavor, honor, harbor et labor en Amérique ;

- une forme similaire est trouvée dans le mot anglais pour « moisissure », qui s'écrit mould en anglais britannique mais mold en anglais américain ;

- le suffixe -re dans quelques mots en anglais britannique est remplacé par -er en anglais américain. Par exemple, les mots centre, litre, metre et theatre deviennent aux États-Unis center, liter, meter et theater ;

- le suffixe -ce dans trois mots d'origine française en anglais britannique est remplacé par -se en anglais américain. Ces mots s'écrivent defence, offence, licence et pretence en Grande-Bretagne, mais defense, offense, license et pretense aux États-Unis ;

- le nom anglais pour l'élément « aluminium » est écrit en anglais britannique comme en français, et prononcé (/æluˈmɪnɪəm/), mais aux États-Unis on écrit aluminum, avec un i au lieu de deux, et prononcé (/ælˈumɪnəm/) ;

- le nom anglais pour l'élément « soufre » est écrit avec un ph (sulphur) en Grande-Bretagne mais avec un f (sulfur) aux États-Unis ;

- le mot anglais pour « pneu » s'écrit avec un y (tyre) en anglais britannique mais avec un i (tire) en anglais américain ;

- le mot pour « sceptique » est écrit avec deux lettres c (sceptical) en Grande-Bretagne mais avec un k et un c (skeptical) aux États-Unis ;

- le mot pour « courant d'air » est écrit avec un gh en anglais britannique (draught) mais avec un f (draft) en anglais américain, et les mêmes mots sont utilisés comme adjectifs pour bière à la pression (draught beer et draft beer).

- Beaucoup de verbes polysyllabiques en -ise se terminent en -ize en américain (terminaison issue du suffixe grec ancien -izein).  Exemple : to realise s'écrit to realize aux États-Unis. Une petite vingtaine de mots ne suivent pas cette règle et restent inchangés, parmi eux : to advertise, to surprise, to disguise, to compromise (où le s ne provient pas d'un zêta grec).

- Souvent (mais pas dans tous les cas) -ogue devient -og en américain. Exemples : catalogue / catalog, dialogue / dialog ; mais demagogue.

- Quelques verbes, au participe passé et au participe présent, sont écrits avec deux consonnes en anglais britannique, mais avec seulement une consonne en anglais américain si la syllabe est non accentuée. Quelques exemples : les formes de l'anglais britannique cancelled et cancelling , modelled et modelling , travelled et travelling , worshipped et worshipping deviennent en anglais américain canceled et canceling, modeled et modeling, traveled et traveling, worshiped et worshiping. Cependant, s'il s'agit d'une syllabe accentuée, le redoublement de consonnes est observé en anglais américain comme en anglais britannique: rebelled et rebelling, repelled et repelling.

## Grammaire
En anglais britannique, on emploie le passé composé (present perfect) pour parler d’un évènement qui vient d'avoir lieu :
- I’ve just arrived home (Je viens de rentrer chez moi),
- I’ve already eaten (J'ai déjà mangé).
En anglais américain, ces phrases peuvent s'exprimer également avec le passé simple (preterit):
- I just arrived home,
- I already ate.
Cinq verbes (to burn, to dream, to leap, to learn, to spell), irréguliers en anglais britannique, s'avèrent réguliers en anglais américain, leur preterit  et past participle se terminent par ed au lieu de t :
- à burnt en brit. correspond burned en amér. ;
- à dreamt correspond dreamed ;
- à leapt correspond leaped ;
- à learnt correspond learned ;
- à spelt correspond spelled.
L'usage des prépositions peut différer entre anglais britannique et anglais américain :
- à la place du brit. at the weekend, on trouvera l'amér. on the weekend ;
- à la place de at Christmas, on trouvera on Christmas ;
- à la place de Monday to Friday, on trouvera Monday through Friday ;
- à la place de It’s different from the others, on trouvera It’s different than the others.
En anglais américain, l'ensemble postposition + préposition off of peut s'employer :
- I need to get off of the bus (Il me faut descendre du car),
alors qu'en anglais britannique la postposition off joue à la fois le rôle de postposition et de préposition :
- I need to get off the bus.